# Молекулярна машина

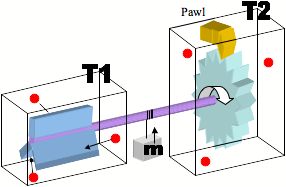
Схема тріскачки Фейнмана
Уявіть дуже маленьку систему з двох лопаток, з'єднаних жорсткою віссю, і що ці два колеса можна утримувати за двох різних температур. Зубчасте колесо, за температури 2 (Т2) не може обертатися проти годинникової стрілки за допомогою храповки, що забезпечує рівномірний рух системи. Тому вісь може обертатися лише за годинниковою стрілкою, а машина може піднімати вагу (м) вгору.

Молекулярна машина (англ. molecular machine) — окрема молекула чи молекулярний комплекс, що виконує певну функцію в живій системі. Робота нею виконується звичайно завдяки наявності джерела енергії і супроводиться дисипацією енергії. Вона здобуває інформацію шляхом вибору між двома чи більше післястанами. Це ізотермічна машина. 

## Стани молекулярної машини
Передстан — високоенергетичний стан молекулярної машини, в якому вона знаходиться перед тим, як зробити вибір. Аналог до стану приймача в комунікаційних системах перед вибором ним символу з надісланого послання. Такий стан може бути представлений сферою в багатовимірному просторі.
Післястан — низькоенергетичний стан молекулярної машини, в якому вона знаходиться після того як зробила вибір розсіюючи енергію.
Це нагадує стан приймача в комунікаційних системах після того як він прийняв надісланий сигнал. Такий стан може бути представлений сферою в багатовимірному просторі.

## Дослідження
У 2018 році міжнародна група дослідників, очолювана дослідниками з університету Осаки, Японія, створили молекулярну машину, в якій були використані елементи механічної тріскачки. Основною перевагою цієї машини є те, що вона забезпечує рух лише в одному напрямку. Крім цього, деякі особливості структури молекулярної машини забезпечують найкращий баланс між вироблюваним рухом і хімічною реактивністю молекул, які входять до її складу , що само по собі є проблемою.